# Guglielmo il Maresciallo, II conte di Pembroke

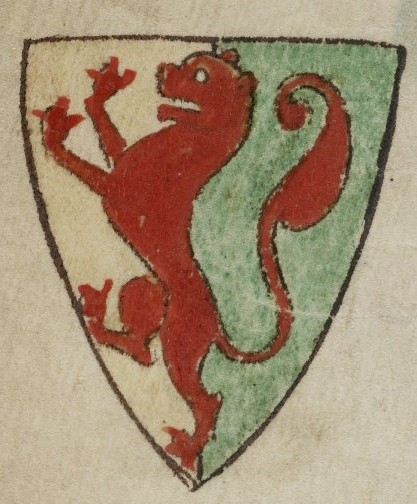
Stemma di Guglielmo il Maresciallo, II conte di Pembroke.

Guglielmo il Maresciallo, II conte di Pembroke (1190 – 6 aprile 1231), è stato un nobile britannico, figlio di Guglielmo il Maresciallo; combatté nella prima guerra dei baroni.

## Biografia
Figlio di Guglielmo il Maresciallo e di Isabella di Clare venne allevato alla corte di re Giovanni d'Inghilterra dal 1205 al 1212 così che il re potesse assicurarsi della lealtà del Maresciallo. Nel settembre 1214 si sposò con una giovane nobile che morì improvvisamente l'anno dopo lasciandolo senza figli.
Quando scoppiò la prima guerra dei baroni nel 1215 Guglielmo si schierò dalla parte dei nobili subendo la scomunica papale che fu tuttavia ritirata nel 1217 quando decise di rientrare nelle schiere reali, infatti combatté la battaglia di Lincoln a fianco del padre.
Nel 1219 il vecchio Maresciallo morì e Guglielmo gli succedette nel titolo di conte di Pembroke ed in quello di Conte Maresciallo di Inghilterra: questo lo rese uno degli uomini più potenti del paese e per consolidare ancora di più la propria posizione, nel 1224, sposò la piccola Eleonora Plantageneta; la sposa aveva nove anni e lui trentaquattro. Nel 1223 Guglielmo combatté contro Llywelyn Fawr ap Iorwerth che aveva attaccato i suoi possedimenti nel Pembroke, la sua azione venne coronata dal successo, tuttavia il reggente del giovane Enrico III d'Inghilterra ritenne che questo mostrava l'eccessiva forza del conte e lo attaccò a sua volta. Una volta che Guglielmo divenne Gran Giustiziere, nel 1225 allontanò il reggente De Lacy risolvendo così il problema.
Negli anni successivi fondò in Irlanda un'abbazia e due castelli, e nel 1226 venne rimosso dal suo ruolo di Gran Giustiziere per la sua opposizione al trattamento verso un nobile irlandese durante una campagna militare.
Guglielmo non perse comunque il favore reale, accompagnò il sovrano in Bretagna nel 1230 e, quando tornò, l'anno dopo, organizzò il matrimonio fra la propria sorella minore Isabella di Pembroke e Riccardo di Cornovaglia, figlio del defunto Giovanni d'Inghilterra.
Guglielmo morì, senza eredi, il 6 aprile 1231.